# Elmo Noel Joseph Perera
Elmo Noel Joseph Perera (1932 - 2015) là một Giám mục người Sri Lanka của Giáo hội Công giáo Rôma. Ông nguyên là Giám mục chính tòa Giáo phận Galle. Trước đó, với chức vị giám mục, ông còn đảm nhiệm các vị trí khác cũng ở Galle như Giám mục phụ tá và Giám quản Tông Tòa.

## Tiểu sử
Giám mục Elmo Noel Joseph Perera sinh ngày 4 tháng 12 năm 1932 tại Madampe, thuộc đất nước Sri Lanka. Sau quá trình tu học dài hạn tại các chủng viện theo quy định của Giáo luật, ngày 21 tháng 12 năm 1960, Phó tế Perera, 28 tuổi, tiến đến việc được truyền chức linh mục.
Sau hơn 30 năm thi hành các trách vụ của một người linh mục, ngày 17 tháng 12 năm 1992, tin tức từ Tòa Thánh loan báo quyết định của Giáo hoàng, xác nhận tuyển chọn linh mục Elmo Noel Joseph Perera, 60 tuổi, vào Giám mục đoàn Công giáo Hoàn vũ, với vị trí được trao phó là Giám mục phụ tá Giáo phận Galle, đi kèm danh hiệu Giám mục Hiệu tòa Gadiaufala. Lễ tấn phong cho vị giám mục tân cử được cử hành sau đó vào ngày 6 tháng 1 năm 1993, với phần nghi thức được cử hành cách trọng thể bởi 3 giáo sĩ cấp cao. Chủ phong cho vị giám mục tân chức chính là Đương kim Giáo hoàng, Giáo hoàng Gioan Phaolô II, Thượng phụ Tây phương. Hai vị còn lại với vai trò phụ phong, gồm có Tổng giám mục Giovanni Battista Re, Tổng trưởng Thánh bộ Giám mục, Chủ tịch Hội đồng Giáo hoàng về Châu Mỹ Latinh và Tổng giám mục Justin Francis Rigali, Tổng giám mục Tổng giáo phận Philadelphia, Hoa Kỳ.
Sau khi được tấn phong làm Phụ tá cho Galle được ít lâu thì cùng trong năm 1993, Giám mục Perera cũng bắt đầu chức danh Giám quản Tông Tòa Giáo phận Galle. Ông giữ chức danh này cho đến ngày 1 tháng 6 năm 1995, qua thông báo của Tòa Thánh xác nhận việc chọn Giám mục Elmo Noel Joseph Perera làm Giám mục chính tòa tiếp theo của Giáo phận Galle.
Sau gần 10 năm với đảm nhiệm vị trí Giám mục chính tòa của Galle, Giám mục Perera quyết định có đơn xin từ nhiệm. Hồi đáp lại thỉnh nguyện từ giám mục này, Tòa Thánh công bố quyết định chấp thuận vào ngày 11 tháng 10 năm 2004. Sau hơn 11 năm hưu dưỡng, Giám mục Elmo Noel Joseph Perera qua đời vào ngày 9 tháng 4 năm 2015, hưởng thọ 83 tuổi.